# Поталіївка
Поталі́ївка — село в Україні, у Іванківській селищній громаді Вишгородського району Київської області. Населення становить 174 осіб.

## Географія
Селом протікає річка Кропивня, права притока Вересні. Найблищий автошлях - Р02, розташований за 10 кілометрів, залізнична станція - Тетерів, за 63 кілометри у селищі Пісківка. Площа села складає 1 км².

## Історія
7 (20) листопада 1917 року, відповідно до Третього Універсалу Української Центральної Ради, увійшло до складу Української Народної Республіки.
12 червня 2020 року, відповідно до розпорядження Кабінету Міністрів України № 715-р «Про визначення адміністративних центрів та затвердження територій територіальних громад Київської області», увійшло до складу Іванківської селищної територіальної громади.
19 липня 2020 року, в результаті адміністративно-територіальної реформи та ліквідації Іванківського району, село увійшло до складу новоутвореного Вишгородського району.
З кінця лютого до 1 квітня 2022 року під час російсько-української війни село було окуповане російськими військами.

## Сьогодення
У селі є 3 вулиці: Жовтнева, Миру та Шевченка. Дороги здебільшого асфальтовані, хоча якість доріг відносно погана. Газ проведений не в усіх будинках. Сьогодні в ньому, фактично, живе чоловік 60-80. У 2019 році трапилася пожежа, через яку згорів закинутий будинок та 3 господарські приміщення. У 2022 під час Російського вторгнення в Україну Збройні сили РФ отримали контроль над селом вже 24 лютого та віддійшли з нього на початку квітня.

## Інфраструктура
У селі діє 2 магазини та клуб. Напроти одного з магазинів знаходиться меморіал односільчанам-учасникам Другої світової війни. На півночі села знаходяться руїни будівель колгоспу.
| Україна | Це незавершена стаття з географії України. Ви можете допомогти проєкту, виправивши або дописавши її. |